# Before Crisis: Final Fantasy VII
Before Crisis: Final Fantasy VII (ビフォア クライシス -ファイナルファンタジーVII-, Bifoa Kuraishisu -Fainaru Fantajī Sebun-) é um jogo eletrônico de RPG de ação desenvolvido e publicado pela Square Enix e lançado para o serviço de celulares FOMA em 24 de setembro de 2004, exclusivamente no Japão. Ele posteriormente também foi lançado para os serviços SoftBank e EZweb em 2007. Before Crisis é uma prequela de Final Fantasy VII e faz parte da Compilation of Final Fantasy VII, uma metasérie dentro da franquia Final Fantasy expandindo e continuando a história estabelecida no jogo original. Before Crisis se passa seis anos antes de VII e se foca nas aventuras dos Turks, um grupo de operações secretas trabalhando para a Shinra Electric Power Company, enquanto lutam contra seus patrões corruptos e os rebeldes da AVALANCHE.
Como o primeiro grande jogo de Final Fantasy feito para celulares, Before Crisis como uma experiência de jogabilidade e multijogador única para a plataforma. Foi o primeiro grande projeto do diretor Hajime Tabata, que criou o conceito inicial à pedido de Tetsuya Nomura para uma história envolvendo os Turks como protagonistas. A música foi composta por Takeharu Ishimoto, originalmente um engenheiro de som na Square Enix. O jogo foi um grande sucesso ao ser lançado, registrando duzentos mil usuários e sendo acessado mais de um milhão de vezes. Críticos no ocidente elogiaram o título de forma geral, porém Before Crisis nunca foi lançado fora do Japão devido a questões envolvendo a capacidade dos celulares ocidentais.